# أبجدان (أبو الفارس)
أبجدان (بالفارسية: آبژدان) هي منطقة سكنية تقع في إيران في قسم أبو الفارس الريفي. يقدر عدد سكانها بـ 202 نسمة بحسب إحصاء 2016.